# John Fox (Footballtrainer)

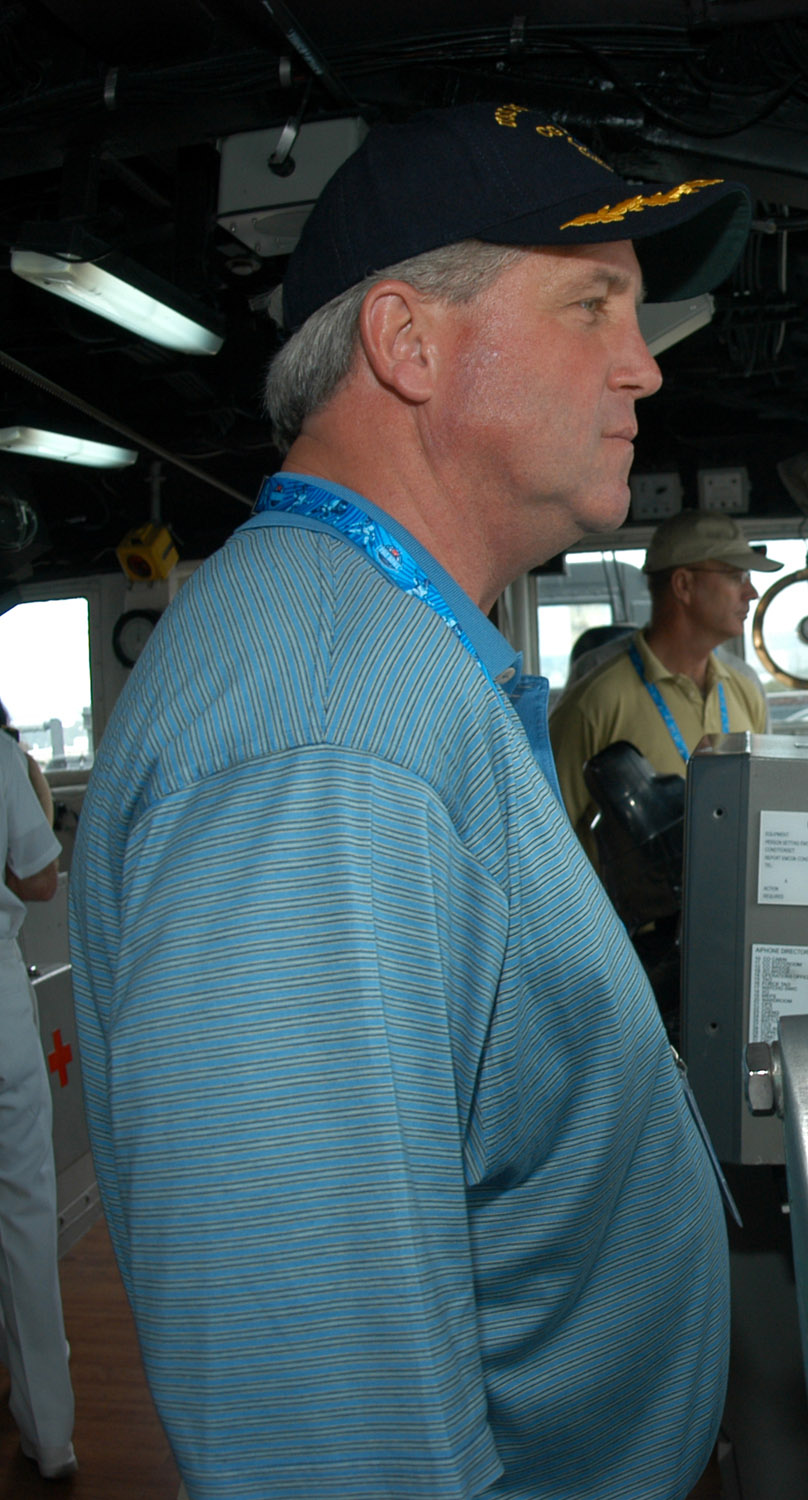
John Fox (2006)

John Fox (* 8. Februar 1955 in Virginia Beach, Virginia) ist ein ehemaliger US-amerikanischer American-Football-Spieler und aktueller Football-Trainer. Er war der Head Coach der Chicago Bears in der National Football League (NFL).
Fox spielte unter anderem an der San Diego State University im Defensive Backfield American Football. Seine Karriere als Trainer begann 1985 in der nur kurze Zeit bestehenden United States Football League (USFL). 1989 wechselte er in die NFL, wo er Secondary Coach bei den Pittsburgh Steelers wurde. Diesen Job übte er später auch bei den San Diego Chargers aus. Seine Stationen als Defensive Coordinator waren die Los Angeles Raiders und die New York Giants. 2002 wurde er Head Coach der Carolina Panthers. Bereits ein Jahr später gelang dem Team der Einzug in den Super Bowl, wo es den New England Patriots unterlag.
Fox gilt als einer der konservativeren Head Coaches der NFL. Fox ist der zweite Head Coach, nach Vince Lombardi, der ein Team, das nur einen Sieg in einer Saison erzielt hatte, übernahm und in seiner 2. Saison in den Super Bowl führte.
Zur Saison 2011 verpflichtete Denvers General Manager John Elway Fox als neuen Head Coach der Denver Broncos. Fox führte die Broncos in den darauffolgenden Jahren zu vier AFC West Meisterschaften. 2014 gelang Fox mit Denver der Einzug in den Super Bowl XLVIII. Dort unterlagen die Broncos den Seattle Seahawks mit 8:43.
Am 12. Januar 2015, einen Tag nach der überraschenden 13:24-Niederlage der Broncos in den Divisional Play-offs gegen die Indianapolis Colts entließen die Broncos John Fox nach vier Jahren.
Von der Saison 2015 bis zur Saison 2017 war er der Head Coach der Chicago Bears.
Am 28. März 2022 wurde er von den Indianapolis Colts als Senior Defensive Assistant eingestellt.